# 8704 Sadakane
8704 Sadakane este un asteroid din centura principală de asteroizi.

## Descriere
8704 Sadakane este un asteroid din centura principală de asteroizi. A fost descoperit pe 17 decembrie 1993 la Ōizumi de Takao Kobayashi. El prezintă o orbită caracterizată de o semiaxă mare de 2,18 ua, o excentricitate de 0,18 și o înclinație de 3,5° în raport cu ecliptica.